# Nancy Dupree

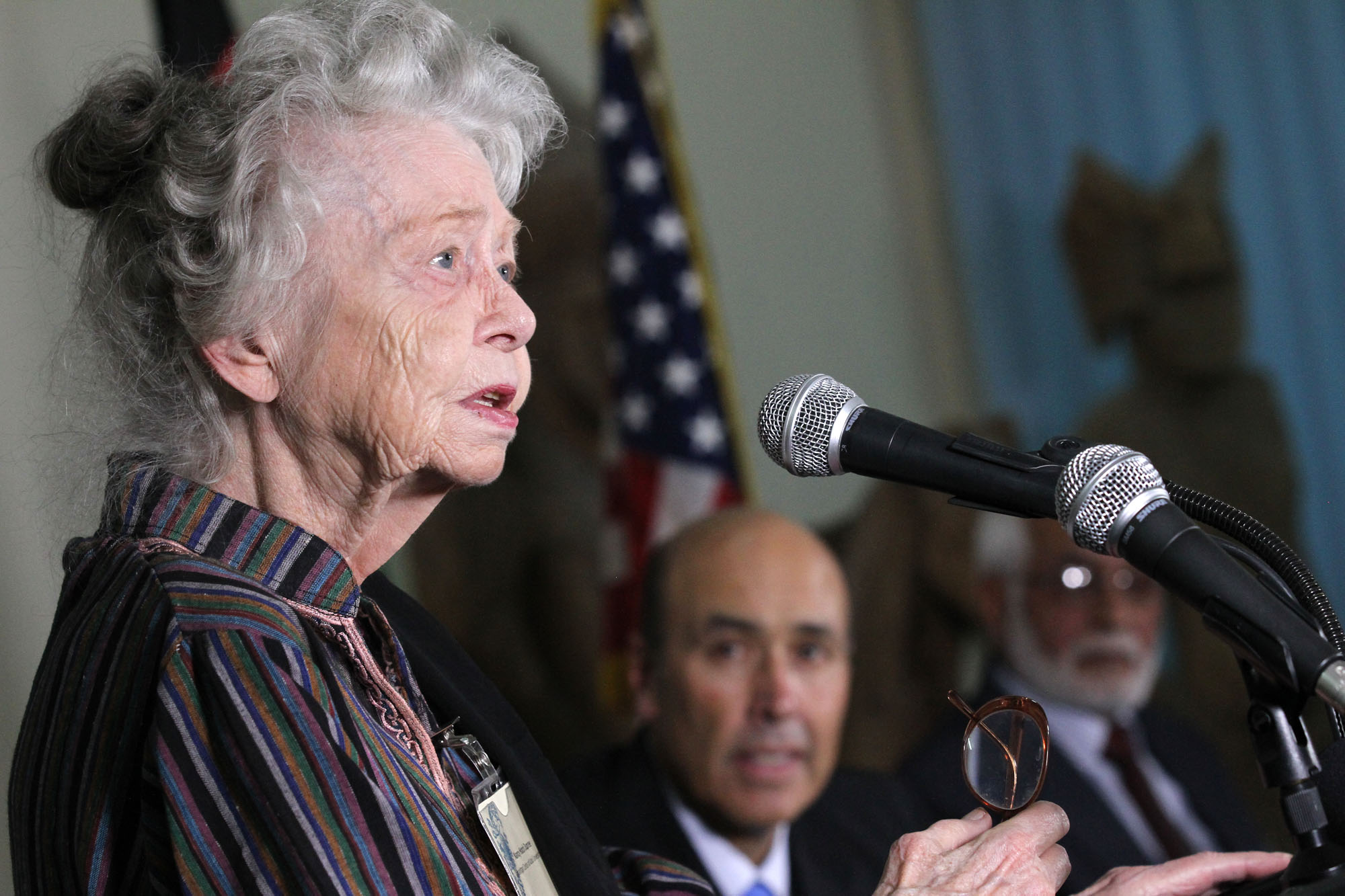
Dupree bei einer Veranstaltung im Nationalmuseum Kabul (2012)

Nancy Hatch Dupree (* 3. Oktober 1927 in Travancore, heute Kerala, Indien; † 10. September 2017 in Kabul, Afghanistan) war eine US-amerikanische Historikerin und Archäologin, die zu Kultur und Geschichte Afghanistans forschte. Sie war von 2006 bis 2011 Direktorin des „Afghanistan Centers“ der Universität Kabul. Zudem organisierte sie humanitäre Hilfe für das Land.

## Leben
Dupree wurde 1927 als Kind US-amerikanischer Eltern im indischen Kerala geboren und wuchs auch in Costa Rica und Mexiko auf. Der Vater arbeitete dort als Entwicklungshelfer. Sie absolvierte das Barnard College und die Columbia University mit einem Bachelor- und einem Master-Abschluss in Sinologie.
Nach Afghanistan kam Dupree erstmals 1962 als Ehefrau eines Diplomaten. Einige Jahre später traf sie den Anthropologen Louis Dupree, der als Archäologe zu afghanischer Kultur und Geschichte forschte. Die beiden verliebten sich und heirateten 1966 nach Nancys Scheidung. In den nächsten 16 Jahren reiste das Paar durch Afghanistan, nahm an Ausgrabungen teil, sammelte Artefakte und dokumentierte Fundplätze.
Nach der sowjetischen Intervention in Afghanistan musste Nancy Dupree das Land verlassen, Louis Dupree blieb. Doch Dupree ging nicht zurück in die Vereinigten Staaten. Sie lebte in einem Flüchtlingscamp in Peschawar, Pakistan. Nachdem Louis Dupree als Spion der CIA verdächtigt worden war, verließ auch er das Land und kam zu Nancy nach Peschawar.
In Pakistan gründete Nancy Dupree die Hilfsorganisation Agency Coordinating Body for Afghan Relief (ACBAR) als Koordinierungsstelle für die Humanitäre Hilfe in Afghanistan. Im Flüchtlingscamp wurde ihr aber auch bewusst, dass durch den Krieg in Afghanistan das kulturelle Erbe des Landes bedroht war. Sie beschloss, möglichst viel zu retten und an die nächste Generation weiterzugeben. Insbesondere Dokumente und Bücher waren unmittelbar bedroht, da diese als Brennstoff oder zum Einwickeln von Nahrungsmitteln genutzt wurden. Die Duprees begannen, Regierungsdokumente und auch nichtstaatliche Dokumente zu sammeln, die etwas mit der Geschichte und Kultur des Landes zu tun hatten. Louis Dupree starb 1989 nur einen Monat, nachdem die sowjetischen Truppen sich aus Afghanistan zurückgezogen hatten.
Auch nach der US-geführten Intervention im Herbst 2001 ging Dupree nicht sofort nach Afghanistan zurück. Inzwischen umfasste die Sammlung des ACBAR 7.739 Titel. Erst 2005 kehrte Dupree nach Afghanistan zurück und versuchte mit der Regierung einen Platz für die Sammlung zu finden. Die Bücher und Dokumente wanderten an die Universität Kabul und wurden in der Afghan Collection at Kabul University zusammengefasst. 2012 baute man für 2 Millionen US-Dollar ein neues Gebäude. Inzwischen umfasst die Sammlung mehr als 100.000 Exponate.
Zuletzt lebte Dupree in Afghanistan und North Carolina.

## Louis and Nancy Hatch Dupree Foundation
2007 gründete Nancy Hatch Dupree die Louis and Nancy Hatch Dupree Foundation. Die gemeinnützige Stiftung unterstützt wissenschaftliche Arbeiten auf dem Gebiet der Kultur und Religion in Afghanistan. Außerdem schützt die Organisation afghanisches Kulturgut und sichert den Bestand des Afghanistan Centers an der Universität Kabul.

## Schriften (Auswahl)
- An Historical Guide to Kabul
- A Guide to the National Museum
- The road to Balkh. ATO, Kabul 1967
- History and Geography of Central Asia. Susil Gupta, Buckhurst Hill 1972
- A Historical Guide to Afghanistan. Susil Gupta, Buckhurst Hill 1972
- Afghanistan. Princeton University Press, Princeton 1973
- mit Louis Dupree, A. A, Motamedi, Ann Dupree: The National Museum of Afghanistan: an illustrated guide. Afghan Air Authority, Kabul 1974
- Kabul City. Afghanistan Council of the Asia Society, New York 1975
- An historical guide to Afghanistan. Afghan Air Authority, Kabul 1977
- Mohana Lāla: Life of the Amir Dost Mohammed Khan of Kabul 1. Oxford University Press, Oxford 1978
- mit Fahima Rahimi: Women in Afghanistan. (=Schriftenreihe der Stiftung Bibliotheca Afghanica, Band 5), Stiftung Bibliotheca Afghanica, Liestal 1986
- Women in Afghanistan. A preliminary needs assessment. United Nations Development Fund for Women, New York 1989
- Seclusion or service: will women have a role in the future of Afghanistan?. Afghanistan Forum, New York 1989
- The women of Afghanistan. Office of the UN Coordinator, 1998
- Status of Afghanistan's cultural heritage. Society for the Preservation of Afghanistan's Cultural Heritage, Peschawar 1998
- The valley of Bamiyan. Abdul Hafiz Ashna, Peschawar 2002
- mit Markus Håkansson: Afghanistan over a cup of tea: 46 chronicles. Swedish committee for Afghanistan, Stockholm 2008
- mit Seamus Murphy, Anthony Loyd: A darkness visible Saqi, London 2008
- Feminism in Afghanistan: Taliban treatment of women, Revolutionary Association of the Women of Afghanistan, Shia Family Law, gender roles in Afghanistan, prostitution in Afghanistan, polygamy in Afghanistan. Books LLC, Memphis 2010